# نوک تیز
«نوک تیز» (به انگلیسی: The Pointy End) هشتمین قسمت از فصل اول مجموعه تلویزیونی بازی تاج‌وتخت است که در ۵ ژوئن ۲۰۱۱ از شبکه اچ‌بی‌او پخش شد. جرج آر. آر. مارتین این قسمت را نوشته و دانیل میناهان آن را کارگردانی کرده‌است.